# Рибейру, Жерарду
Жерарду Рибейру (порт. Gerardo Ribeiro; род. 1950, Порту) — португальско-американский скрипач и музыкальный педагог.
Окончил Джульярдскую школу в Нью-Йорке, ученик Ивана Галамяна и Феликса Галимира. В 1973 году разделил с Идой Кавафян первое место на Конкурсе имени Вианы да Мотта, в виде исключения проводившемся среди скрипачей; становился и лауреатом других конкурсов (например, вторая премия Международного конкурса в Винья-дель-Мар, 1980). Преподавал в Истменовской школе музыки, затем в Северо-Западном университете. Записал все скрипичные сонаты Людвига ван Бетховена и Иоганнеса Брамса.